# Pieter van den Bossche
Pieter van den Bossche (Gent, ca. 1340 - in Engeland, na 1387) was een Gents volksleider. 
Pieter van den Bossche was hoofdman van het ambacht der schippers en streed met Filips van Artevelde tegen graaf Lodewijk van Male. 
Na de nederlaag in de Slag bij Westrozebeke (27 november 1382), zette hij, samen met Frans Ackerman, de strijd voort. Op 14 juli 1385 verliet hij Gent samen met Frans Ackerman en een kleine bende van 1300 vechters. In Brugge aangekomen vonden ze de stad goed verdedigd. In Damme daarentegen vonden ze dat de kapitein naar Brugge was gegaan en de stad was niet behoorlijk verdedigd. De mannen van Ackerman klommen over de stadsmuren en namen de stad in bezit vooraleer het garnizoen besefte dat zij daar waren. De inwoners werden uitgemoord. Tegen het einde van juli 1385 was Damme goed beschermd tegen een Franse invasie met verschillende duizenden Gentenaars.
Toen Gent zich bij de Vrede van Doornik met Filips de Schone verzoende (december 1385), week hij uit naar Engeland.
REFERENTIES:
Jonathan Sumption : Hundred Years War, Vol. 3 : Divided Houses, p. 551